# Dornier Do 335
Do.335 — тяжёлый немецкий истребитель периода Второй мировой войны, довольно часто упоминавшийся под наименованием Пфайль (нем. «Pfeil», Стрела). Самолёт имел революционную конструкцию, хотя его компоновка двигателей (два тандемно расположенных двигателя) не была совсем новой.

## История

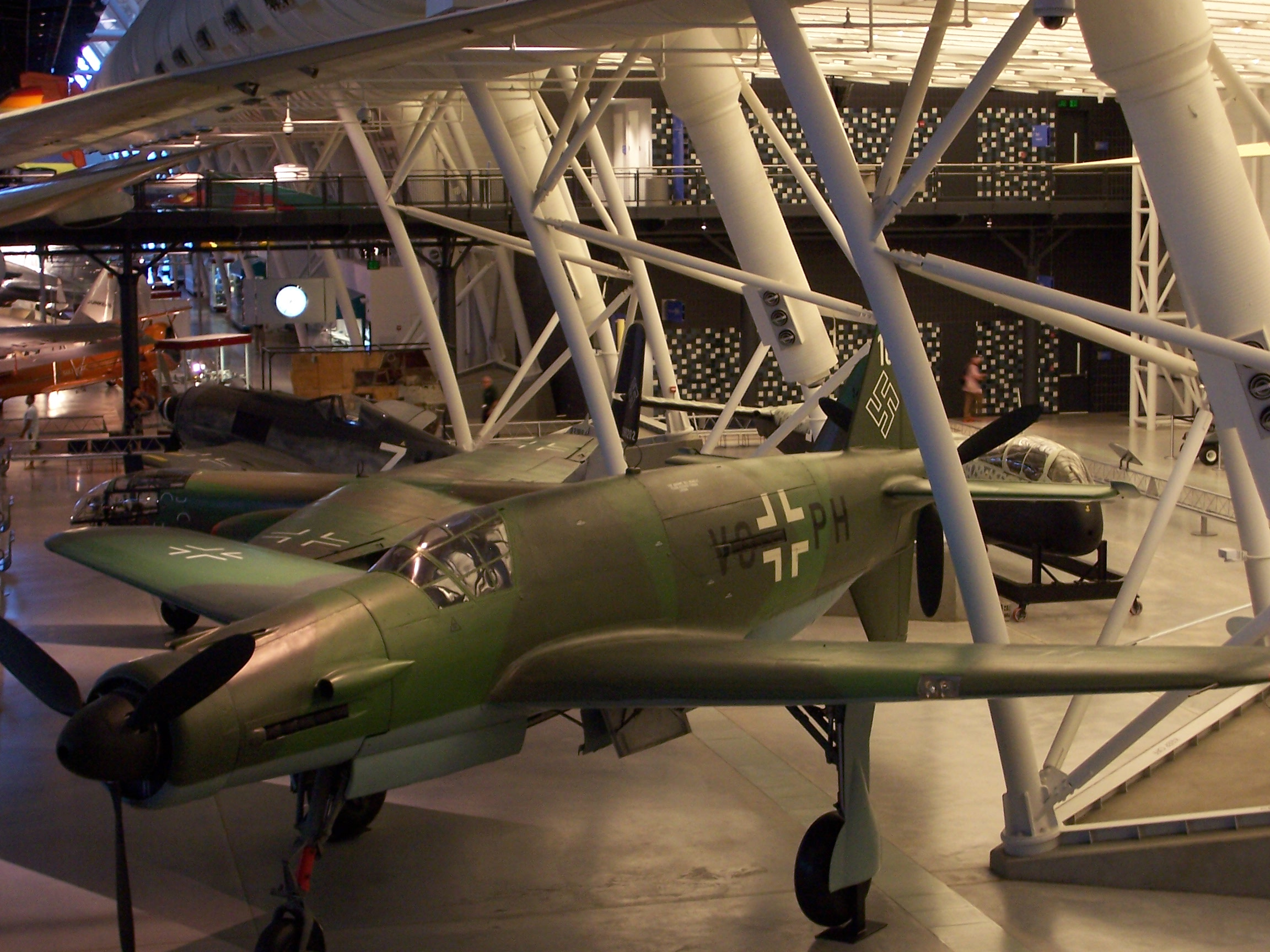

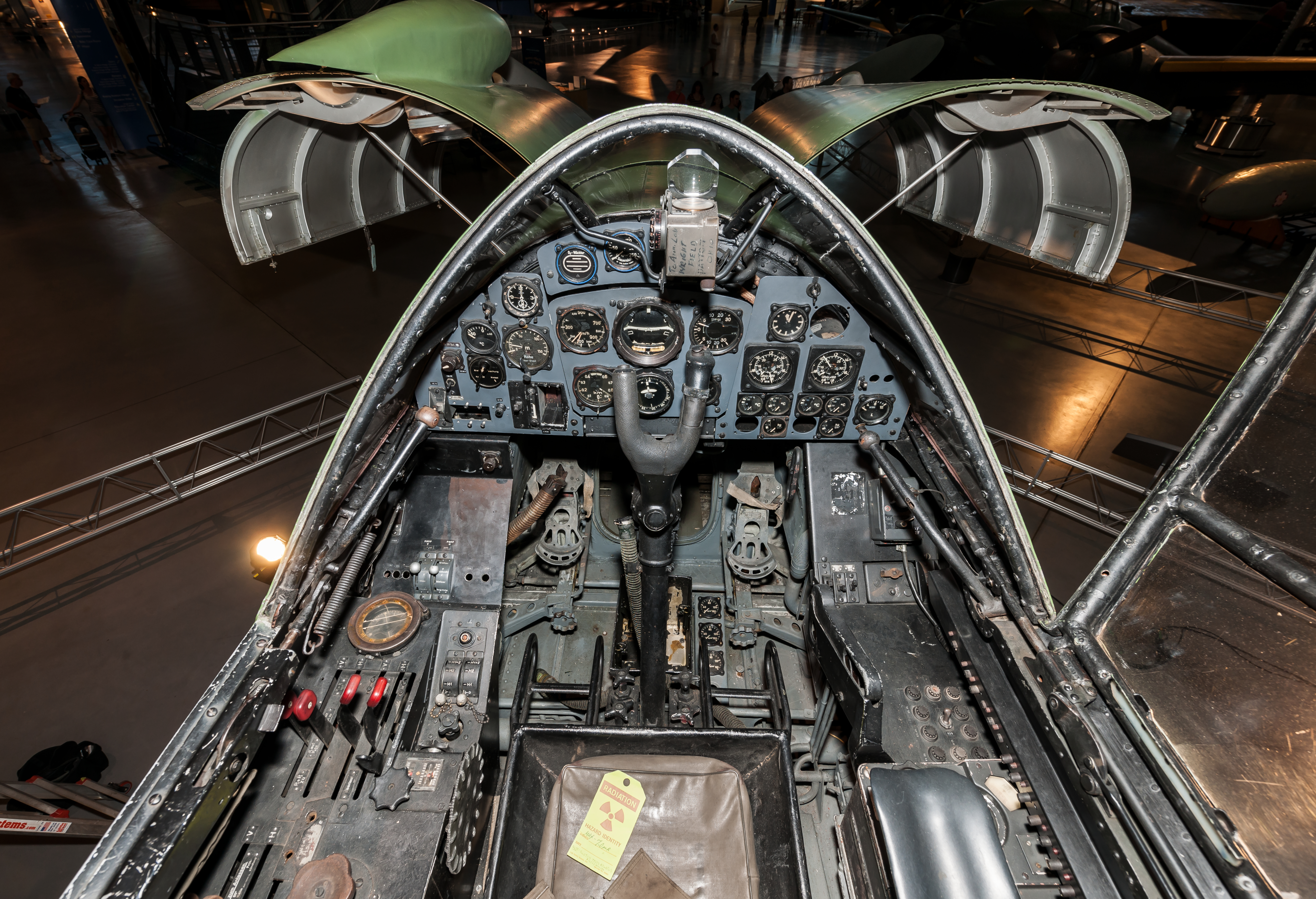
Кабина Do 335 A-0

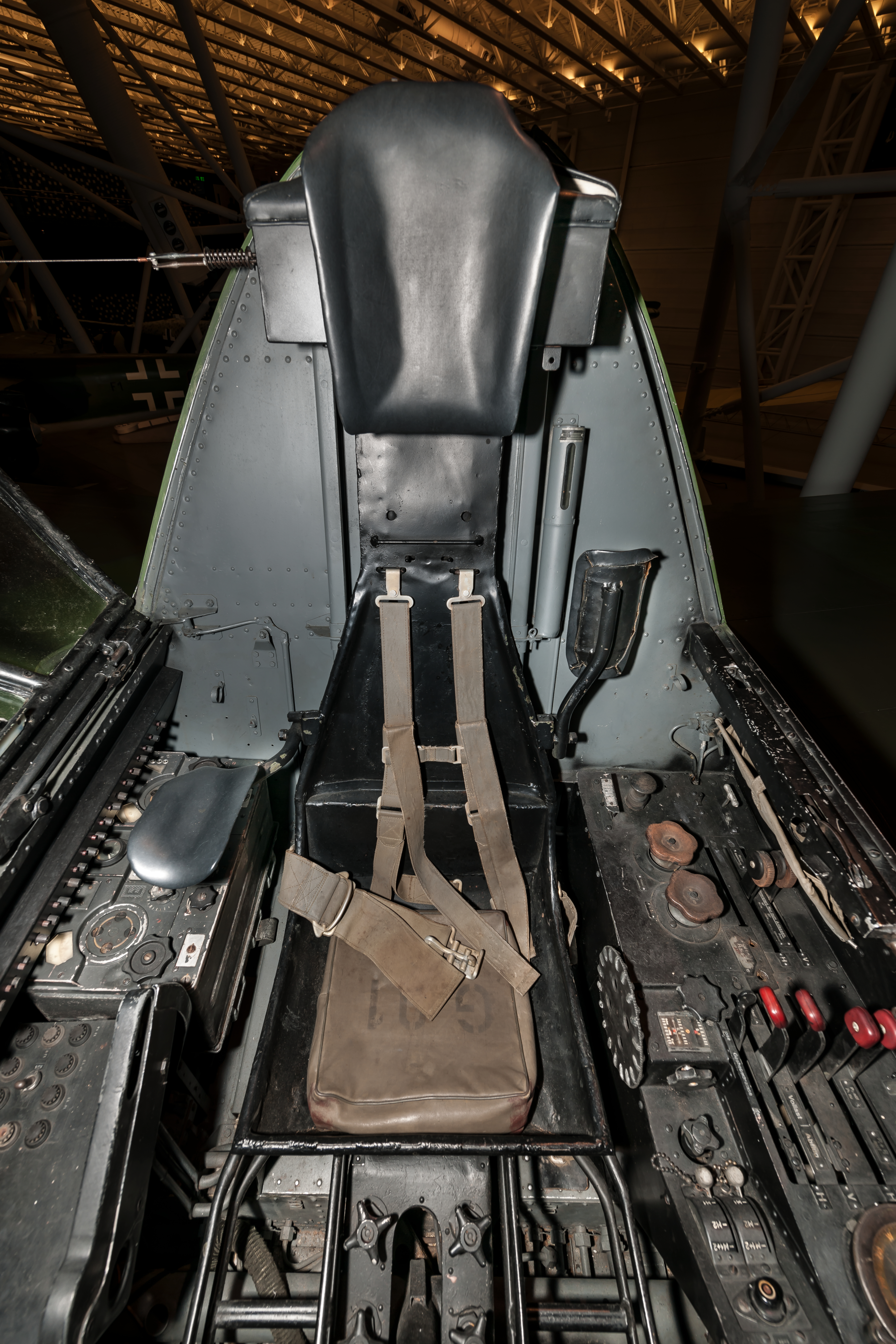
Do 335 A-0 – место пилота

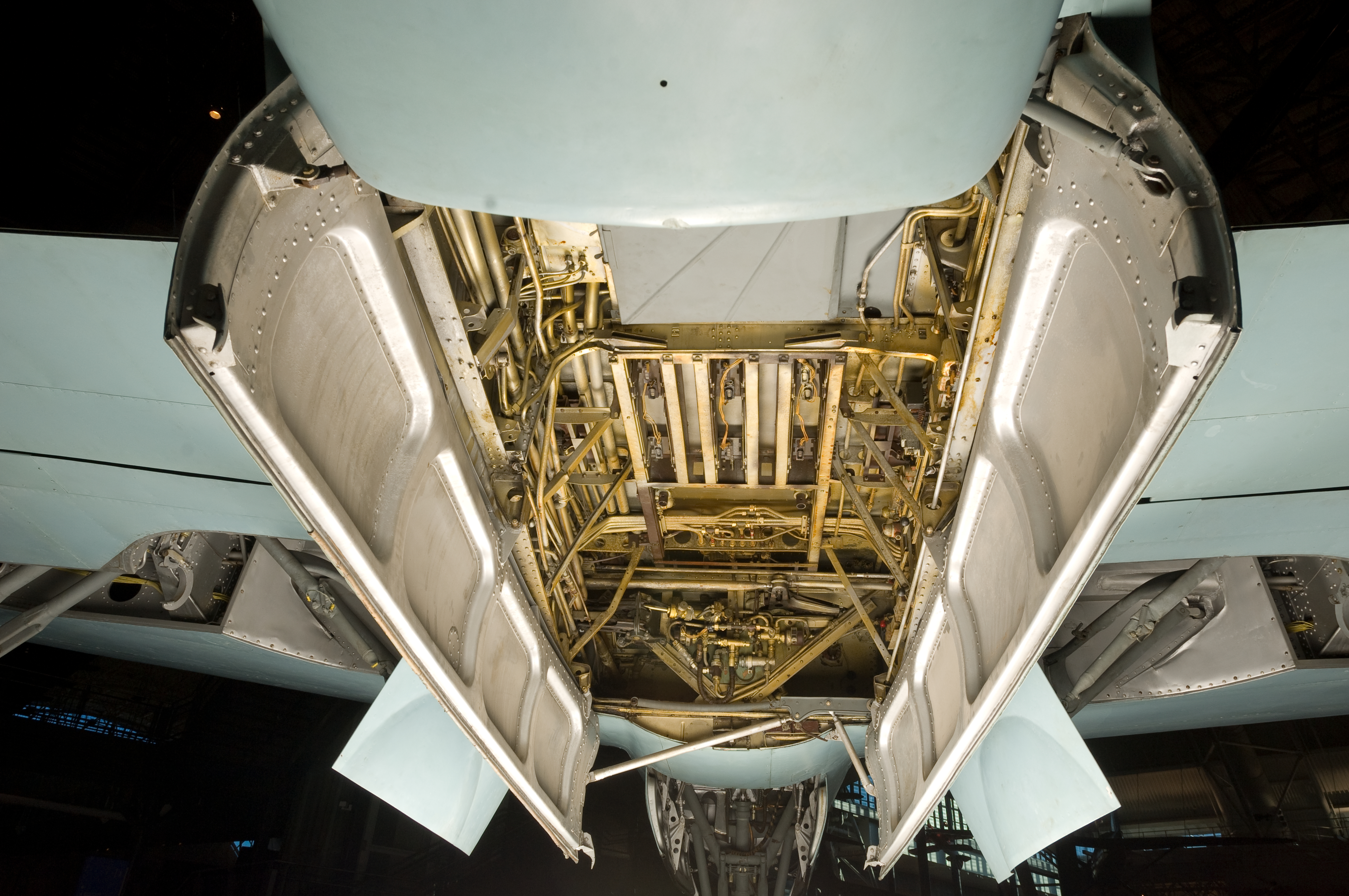
Do 335 A-0 – открытый бомболюк

В 1942 году фирма «Dornier» выиграла конкурс по созданию ударного самолёта нового типа. Особенностями одноместного истребителя-бомбардировщика были тандемное расположение двигателей, и крестообразное оперение. Первый полёт состоялся 26 октября 1943 года. К моменту захвата американскими войсками завода в Оберпфаффенхофене было построено 13 самолётов Do 335A и ещё 15 находились в сборке.
Кабина самолёта оснащалась катапультируемым креслом, прицелом «Реви» С12/D, радиокомпасом FuG 16ZY R/T, радиостанциями FuG 25a и FuG 125a.
В сентябре 1944 года сформировали специальную часть Erprobungskommando 335, задачей которой было испытание Do 335 в боевых условиях. Туда передали несколько Do 335A-0 и, возможно, А-1. Задачей пилотов части было разработать тактику использования самолёта в роли перехватчика, «шнельбомбера» (скоростного истребителя-бомбардировщика) и разведчика. Командиром отряда стал капитан Альфон Майер. 26 октября 1944 в многочисленные зенитные батареи поступил специальный приказ Рейхсминистерства авиации (RLM), в котором предупреждалось о появлении нового немецкого самолёта. В приказе сообщались характерные черты машины: крестообразное хвостовое оперение и тандемное расположение двигателей.

## Боевое применение
Самолёты из Erprobungskommando 335 нечасто вступали в непосредственный контакт с противником. Отмечено лишь несколько таких случаев. По неподтверждённым данным, осенью 1944 года один Do 335 (может быть Do 335V3) был повреждён союзническими истребителями и совершил вынужденную посадку в районе Реймса.
Подтверждена потеря одного Do 335 — 24 декабря 1944 года во время перелёта из Оберпфаффенхофена в Рехлин в районе Донефельда был потерян Do 335А-08 (W.Nr. 240108), пилотируемый фельдфебелем Альфредом Волланком. Пилот погиб, причина потери самолёта неизвестна. Это могла быть как механическая неисправность, так и встреча с противником.
Другими жертвами «Стрелы» стали обер-ефрейтор Конрад Шефер (март 1945 года) и обер-ефрейтор Густав Теше (апрель 1945 года).
В середине апреля 1945 года пилоты 3-й эскадрильи RAF, летавшие на истребителях «Hawker Tempest», встретили «Pfeil» над Эльбой. Уходивший на большой скорости самолёт первым заметил французский ас Пьер Клостерман. Позднее Do 335 засекли пилоты 325-й истребительной группы 15-й воздушной армии США, летавшие на истребителях «Mustang». В обоих случаях немецкий самолёт с лёгкостью ушёл от преследователей.
У одного Do 335 из Ekdo 335 на обшивке имелись знаки воздушных побед. Можно с уверенностью утверждать, что эти победы пилот одержал раньше, до того, как пересел в кабину Do 335.

## Модификации
Серийные и прототипы

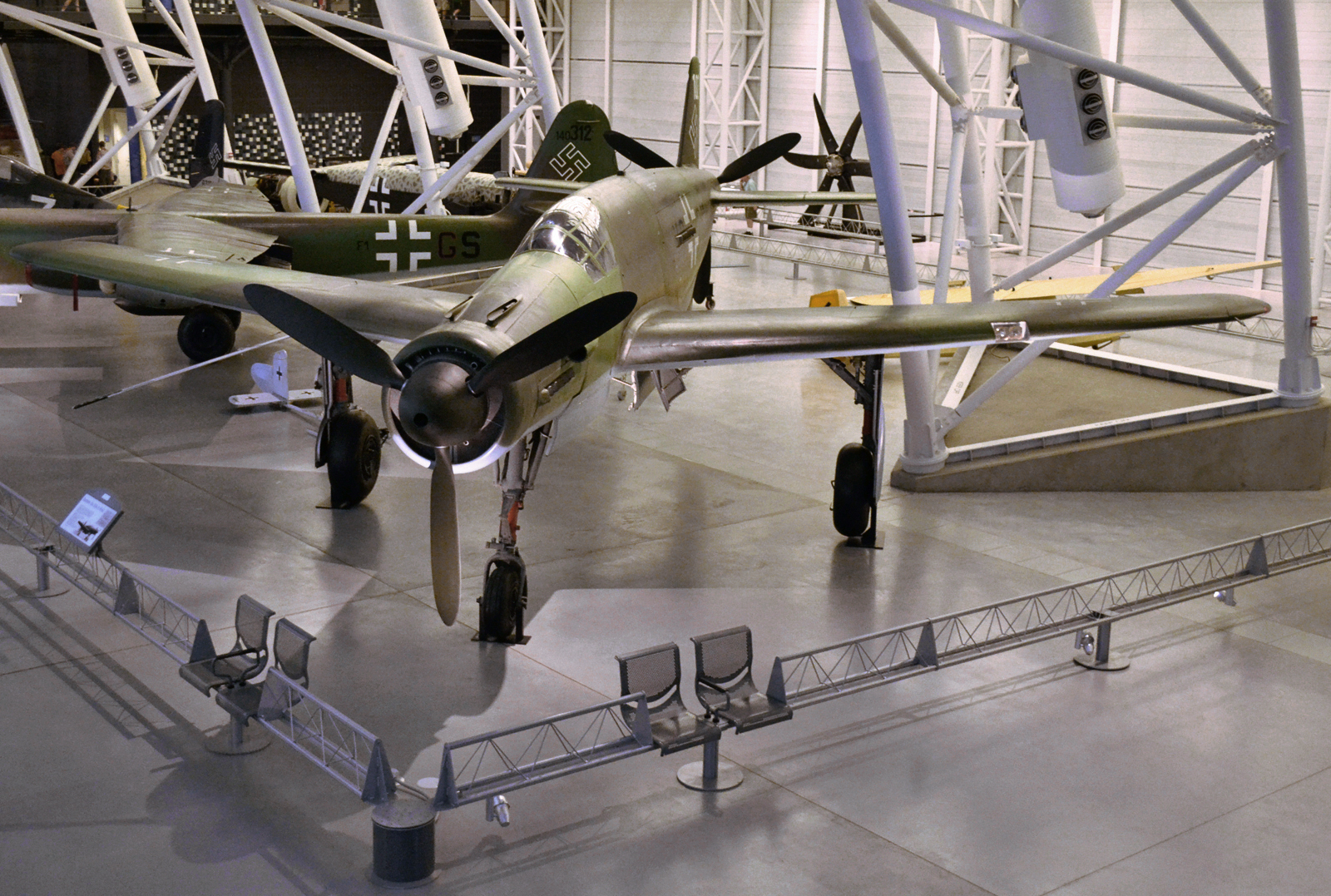
Dornier Pfeil

- Do 335 A-0 : 10 предсерийных самолётов
- Do 335 A-1 : одноместный истребитель-бомбардировщик.

Проекты
- Do 335 A-2: одноместный истребитель-бомбардировщик. Новые прицелы. Позже проект доработан под удлинённое крыло и более мощные двигатели DB603L (1973 л.с. / 1471 кВт).
- Do 335 A-3: одноместный разведчик, построенный на основе конструкции модели A-1, позже проект доработан под удлинённое крыло.
- Do 335 A-4: одноместный невооружённый разведчик с меньшими камерами аэрофотосъёмки, чем на A-3 и уве
- Do 335 A-5: одноместный ночной истребитель, позже ночной/всепогодный истребитель с удлинённым крылом и двигателями DB603L.
- Do 335 A-6: двухместный ночной истребитель с отдельной задней кабиной, размещённой выше основной и радаром FuG 217/218 Neptun.
- Do 335 A-7: A-6 с удлинённым крылом.
- Do 335 A-8: A-4 с удлинённым крылом.
- Do 335 A-9: A-4 с удлинённым крылом, двигателями DB603L и герметичной кабиной.
- Do 335A-10/A-12: двухместный учебный самолёт, прозвище Ameisenbär ("муравьед").
- Do 335 B-1: проект закрыт.
- Do 335 B-2: одноместный тяжёлый истребитель. Установлены 2 дополнительные крыльевые пушки MK 103 и крепления под два стандартных подвесных 300-л бака.
- Do 335 B-3: доработанный B-1 с удлинённым крылом.
- Do 335 B-4: доработанный B-1 с удлинённым крылом и двигателем DB603L.
- Do 335 B-6: ночной истребитель.
- Do 335 B-12: двухместный учебный самолёт серии B.
- Do 435: a Do 335 с удлинённым крылом другого типа. Союзная разведка в начале мая 1945 года докладывала о Do 435, замеченном на заводе Дорнье в Ловентале.
- Do 535: фактически He 535, так как проект Dornier P254 в октябре 1944 года был передан компании Heinkel; реактивный двигатель вместо заднего поршневого[4]
- Do 635: двухфюзеляжная модификация для дальней фоторазведки. Также именовался Junkers Ju 635 или Do 335Z. Существовал только в макете.
- P 256: турбореактивный ночной истребитель с двумя подвесными двигателями HeS 011,[5] на основе конструкции Do 335.

## Тактико-технические характеристики
Источник данных: Aircraft of the Third Reich Volume one, Century of Flight : Dornier Do 335 Pfeil

Технические характеристики
- Экипаж: 1
- Длина: 13,83 м
- Размах крыла: 13,8 м
- Высота: 5 м
- Площадь крыла: 37,3 м²
- Профиль крыла: корень: NACA 23018-630; законцовки: NACA 23012-635
- Масса пустого: 7266 кг
- Нормальная взлётная масса: 9600 кг
- Максимальная взлётная масса: 10 100 кг
- Масса топлива во внутренних баках: основной бак 1 230 л (у одноместного самолёта) + разнообразные подвесные баки в зависимости от модификации
- Силовая установка: 2 × DB 603Е-1, 12-цилиндровые жидкостного охлаждения
- Мощность двигателей: 2 × 1800 л. с. (взлётная), 1900 лс на высоте 1800 м (2 × 1342 кВт)
- Воздушный винт: трёхлопастные VDM, фиксированного шага
- Диаметр винта: 3,5 м

Лётные характеристики
- Максимальная скорость: 758 (685) км/ч на высоте 6500 (5300) м
- Крейсерская скорость: 682 (594) км/ч на высоте 7200 м
- Наивыгодная скорость — 450 (442) км/ч
- Практическая дальность: ** на крейсерской скорости — 1390 (1420) км;
  - на наивыгодной — 2050 (2088) км
- Практический потолок: 11 400 (10 400) м
- Скороподъёмность: * Время подъёма на высоту:
  - 1000 м — 55 сек;
  - 8000м — 14,5 мин;

Вооружение
- Стрелково-пушечное:  
  - 1 × 30-мм пушка MK 103 с 70 снарядами и 2 × 20-мм пушки MG-151 с 200 патронами на ствол;
- Бомбы: на А-1 — 1 х 500-кг бомба РС-500 или SD-500 или 2 х 250-кг SC-250 в бомбоотсеке + 2 х 250-кг SC-250 на внешней подвеске

## Эксплуатанты
Нацистская Германия

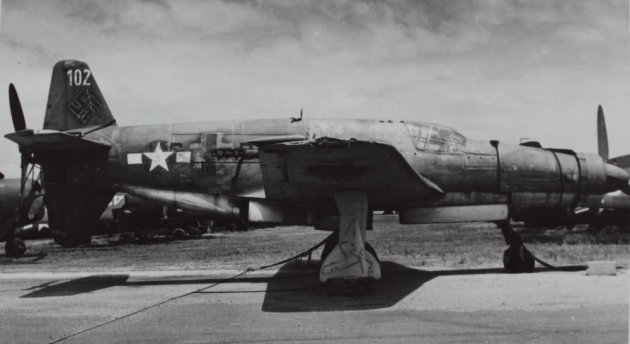
Do 335, испытывавшийся ВВС США, ныне единственный сохранившийся самолёт этого типа

- Люфтваффе: Erprobungskommando 335

 США
- Захваченные американскими войсками 2 Do 335 были в ходе операции "LUSTY" вместе с другой трофейной авиатехникой переправлены британским авианосцем Reaper в США, где испытывались в центрах ВВС и Флота (FE-1012 и A-02, W.Nr 240 102, борт VG+PH, соответственно).

 Великобритания
- Royal Air Force: Do 335A-10 (W.Nr.240112), захваченный американскими войсками, был передан Великобритании и испытывался в RAE (AM233), а 5.09.1945 демонстрировался на выставке в Фарнборо. Позже, в результате пожара заднего двигателя, разрушившего тросы управления, потерпел аварию и упал на местную школу[8].